# Otschiryn Demberel
Otschiryn Demberel (mongolisch Очирын Дэмбэрэл, wiss. Transliteration Očiryn Dėmbėrėl; * 12. August 1963) ist ein ehemaliger mongolischer Boxer.

## Sport
Otschiryn Demberel trat bei den Olympischen Sommerspielen 1988 in Seoul an. Im Halbfliegengewichtsturnier schied er in der zweiten Runde gegen Mahjoub M’jirih aus Marokko aus.